# Златуша
Златуша (болг. Златуша) — село в Болгарии. Находится в Софийской области, входит в общину Божуриште. Население составляет 119 человек (2022).

## Политическая ситуация
Златуша подчиняется непосредственно общине и не имеет своего кмета.
Кмет (мэр) общины Божуриште — Аспарух Асенов Аспарухов (инициативный комитет) по результатам выборов.